# Nissan Cube
Der Nissan Cube ist ein Minivan, den Nissan seit 1998 in den ersten beiden Generationen ausschließlich für den japanischen Markt herstellte. Die dritte Generation wurde erstmals auch außerhalb Japans angeboten. Im Frühjahr 2009 war die Einführung des Cube in den USA und Kanada. Er war zwischen dem 20. März 2010 und Anfang 2011 auch in Deutschland und Europa im Handel.

## Cube Z10 (1998–2002)
Die erste Generation des Cube (als Z10 bezeichnet) wurde 1998 eingeführt. Er wurde wie der Micra / March auf der Nissan-B-Plattform aufgebaut und war auch mit der Micra-Maschine, einem 1,3 l-R4-Motor, ausgestattet. Ein CVT-Getriebe und Allradantrieb waren auf Wunsch erhältlich. Der Cube füllte in der Nissan-Modellpalette die Lücke zwischen dem March und dem Sunny.

## Cube Z11 (2002–2008)
Eine zweite Generation des Cube (als Z11 bezeichnet) wurde 2002 vorgestellt und hatte einen wesentlich größeren Innenraum als der Vorgänger. Der Wagen, der eine moderne Kombination aus scharfen und abgerundeten Kanten zeigte, basierte auf der 3. Generation des March und wurde durch einen 1,4 l-R4-Motor angetrieben. Auf Wunsch gab es wieder ein CVT-Getriebe. Dazu wurde eine verlängerte Version des Cube mit sieben Sitzplätzen – genannt Cube3- angeboten. 2005 wurden beide Modelle durch den Einbau eine 1,5 l-R4-Motors der HR-Serie aus dem Tiida aufgewertet. Das neue e4WD-Allradsystem übertrug die Antriebskraft nur dann auf die Hinterräder, wenn die Vorderräder durchdrehten.

### Version mit Elektroantrieb
2008 entwickelte Nissan den Nissan Denki Cube Concept (dt.: Nissan Elektro-Konzeptfahrzeug). Er wurde im März 2008 auf der New York International Auto Show vorgestellt und sein Elektromotor wird von einem Lithium-Ionen-Akkumulator gespeist. Nissans kompakte Lithium-Ionen-Technologie, eine der besonderen Stärken der Firma, sorgt für Batterien mit der doppelten elektrischen Energie wie bei konventionellen zylindrischen Batterien desselben Typs.

## Cube Z12 (2008–2020)
| Sterne im Euro-NCAP-Crashtest |

Die dritte Generation des Cube (als Z12 bezeichnet) wurde zum ersten Mal auf der LA Auto Show am 19. November 2008 gezeigt. Diese Generation wurde erstmals auch außerhalb Japans angeboten.
Der überarbeitete Nissan Cube zeigt ein mehr gerundetes Styling als seine Vorgänger. Diese Entwicklung sieht man am ehesten im Heckbereich, an einem asymmetrischen Heckfenster, das auf der Beifahrerseite um die C-Säule herumgeführt ist, und an den ovalen Seitenfenstern auf Fahrer- und Beifahrerseite.
Die Zahl der Sitzplätze bleibt bei fünf. Laut den Nissan-Designern ist der Innenraum des Fahrzeuges von den Kurven eines Jacuzzi-Whirlpools inspiriert, sodass er eine komfortable gesellschaftliche Atmosphäre bietet. Als Stylingdetail zeigt sich z. B. ein Wellenmotiv am Dachhimmel, das sich auch an kleineren Teilen, wie den Lautsprecherabdeckungen oder den Becherhaltern wiederholt. Nissan bietet eine große Menge an Accessoires für den Cube an, um die Kunden zu einer Individualisierung anzuregen. Dies schließt farbige Applikationen für Lüftungsöffnungen, Schalter für die elektrischen Fensterheber und Jackethaken ebenso ein, wie elastische Bänder in verschiedenen Farben, Beleuchtung für Fußräume und Becherhalter und ein Stück Fransenteppich für die flache Mulde oben auf dem Armaturenbrett.
Der Cube der dritten Generation ist wiederum auf der Nissan-B-Plattform mit Frontantrieb aufgebaut und wird durch einen 1,8 l-R4-Motor mit 90 kW Leistung angetrieben; beide Konstruktionen werden auch im Tiida Versa verwendet. Die Wagen werden mit einem manuellen Sechsganggetriebe oder einem CVT-Getriebe ausgestattet. Der Benzinverbrauch wird vermutlich bei unter 7,7 Liter auf 100 km liegen.
Nissan hielt für die Besucher der LA Auto Show 2008 eine Broschüre über den Wagen unter Nutzung einer erweiterten Realitätstechnologie bereit. Hält man diese Broschüre an eine Webcam, so tauchen dort verschiedene 3D-Modelle des Fahrzeugs in Echtzeit-Interaktion mit der Broschüre auf.
2010 kam ein 1,6 MT KAADO Vier-Zylinder-Benziner mit einem 1598 cm³ Hubraum und 81 kW (110 PS) dazu. Der Verbrauch soll dabei 6,6 Liter auf 100 Kilometer, somit 151 g/km CO₂, betragen.
Anfang 2011 wurde der Cube aus der europäischen Nissan-Modellpalette gestrichen, da die Verkaufszahlen bis zuletzt deutlich hinter den Erwartungen blieben. In Japan wurde das Fahrzeug jedoch bis 2020 gebaut.

### Technische Daten
|                                 | 1.5 (Japan)                                           | 1.6 (EU)                                                | 1.8 (USA)                                             | 1.5 dCi (EU)              |
| ------------------------------- | ----------------------------------------------------- | ------------------------------------------------------- | ----------------------------------------------------- | ------------------------- |
| Bauzeitraum                     | 2008–2020                                             | 2010–2011                                               | 2009–2014                                             | 2010–2011                 |
| Zylinderzahl                    | R4                                                    | R4                                                      | R4                                                    | R4                        |
| Hubraum                         | 1498 cm³                                              | 1598 cm³                                                | 1798 cm³                                              | 1461 cm³                  |
| Max. Leistung                   | 80 kW/109 PS bei 6000/min                             | 81 kW/110 PS bei 6000/min                               | 91 kW/122 PS bei 5200/min                             | 81 kW/110 PS bei 4000/min |
| Max. Drehmoment                 | 148 Nm bei 4000/min                                   | 153 Nm bei 4400/min                                     | 175 Nm bei 4800/min                                   | 240 Nm bei 1750/min       |
| Höchstgeschwindigkeit           | -                                                     | 175 km/h [170 km/h]                                     | 180 km/h                                              | 175 km/h                  |
| Getriebe (Serienmäßig)          | 6-Gang-Schaltgetriebe oder Stufenlose-Automatik (CVT) | 5-Gang-Schaltgetriebe oder [Stufenlose-Automatik (CVT)] | 6-Gang-Schaltgetriebe oder Stufenlose-Automatik (CVT) | 6-Gang-Schaltgetriebe     |
| Beschleunigung (0–100 km/h)     | -                                                     | 11,3 s [12,4 s]                                         | -                                                     | 11,9 s                    |
| Verbrauch kombiniert (l/100 km) | -                                                     | 6,6 S [7,0 S]                                           | -                                                     | 5,2 D                     |
| Tankinhalt                      | 52 l                                                  | 52 l                                                    | 52 l                                                  | 52 l                      |

### Galeriebilder

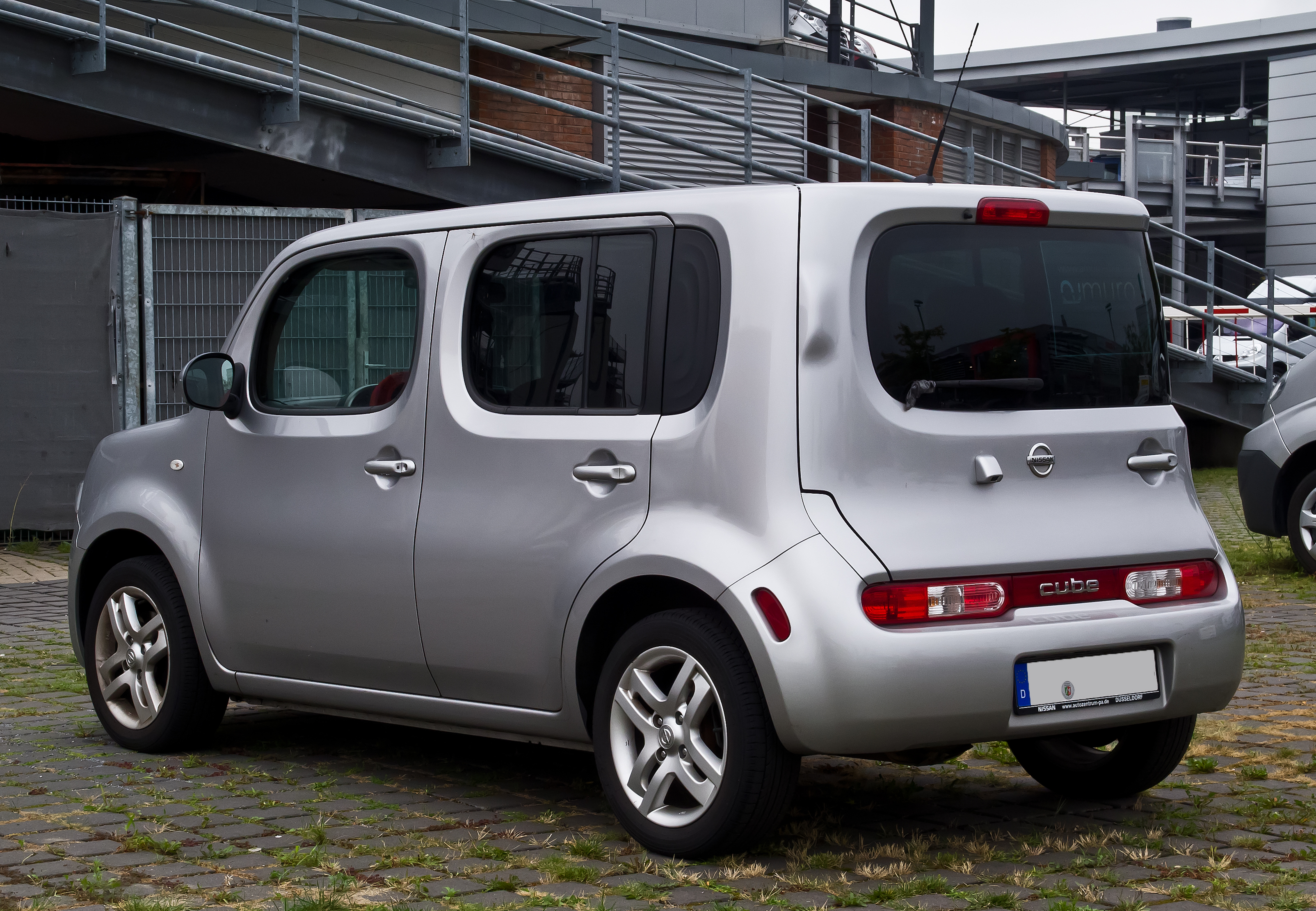
Heck des Cube
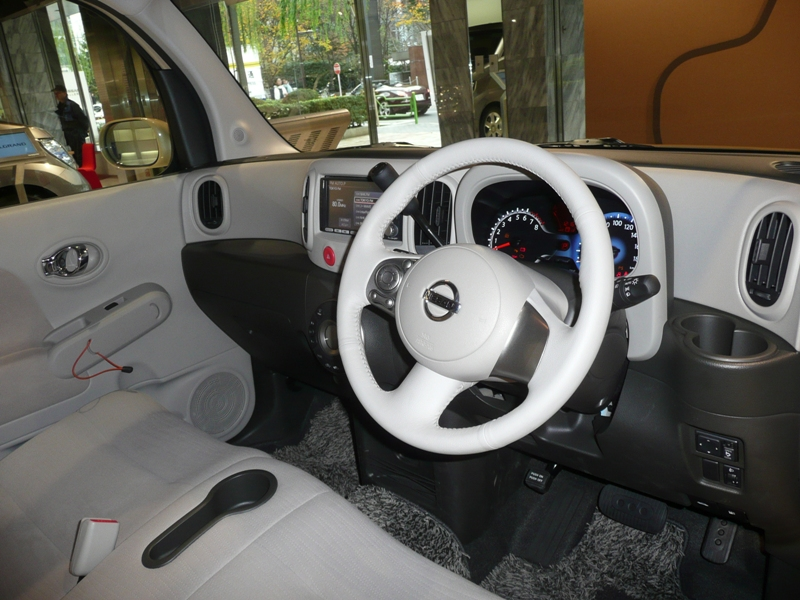
Innenraum

### Auszeichnungen
- 2009: Top Safety Pick 2010[9]

### Zulassungszahlen
Zwischen 2010 und 2011 sind in der Bundesrepublik Deutschland insgesamt 1.214 Nissan Cube neu zugelassen worden. 47 davon hatten einen Dieselmotor.
| 1.070 \| \| |
|             |

|  |

| 47 \| \| |
|          |

|  |

| 1.070 \| \| |
|             |

|  |

| 47 \| \| |
|          |

|  |

| 97 \| \| |
|          |

|  |

| 97 \| \| |
|          |

|  |

| 1.070 \| \| |
|             |

|  |

| 47 \| \| |
|          |

|  |

| 1.070 \| \| |
|             |

|  |

| 47 \| \| |
|          |

|  |

| 97 \| \| |
|          |

|  |

| 97 \| \| |
|          |

|  |

| 1.070 \| \| |
|             |

|  |

| 47 \| \| |
|          |

|  |

| 1.070 \| \| |
|             |

|  |

| 47 \| \| |
|          |

|  |

| 97 \| \| |
|          |

|  |

| 97 \| \| |
|          |

|  |

| 1.070 \| \| |
|             |

|  |

| 47 \| \| |
|          |

|  |

| 1.070 \| \| |
|             |

|  |

| 47 \| \| |
|          |

|  |

| 97 \| \| |
|          |

|  |

| 97 \| \| |
|          |

|  |

|  | Benziner (1.167) |

|  | Benziner (1.167) |

|  | Diesel (47) |

|  | Diesel (47) |